# Tom Dumoulin
Tom Dumoulin (Maastricht, 11 de novembro de 1990) é um ciclista de rota neerlandês, profissional desde 2011 e actual membro da equipa neerlandêsa Team Jumbo-Visma de categoria UCI WorldTeam.
Em 2017 foi segundo na Bicicleta de Ouro a melhor ciclista do ano.

## Biografia

### Inícios
Em 2010, ganhou o Grande Prémio de Portugal e a contrarrelógio do Girobio. Ao final da temporada foi seleccionado para participar nos Campeonatos do mundo sub-23 em Melbourne, em Austrália. Ficou sétimo na prova contrarrelógio e 80.º da prova em linha.
A temporada de 2011 disputou-a com a equipa Rabobank Continental Team, filial da equipa UCI ProTeam Rabobank. e em 2012 passou à equipa Argos-Shimano. com o que ao ano seguinte obteve grandes resultados nacionais ao ser 3.º no Campeonato dos Países Baixos Contrarrelógio e 2.º no Campeonato dos Países Baixos em Estrada.

### 2014
O 2014 foi melhor ano até esse momento já que seu progresso em etapas contrarrelógio o levou a ser campeão de seu país. Também obteve outras vitórias como no Eneco Tour de 2014 e o Critérium Internacional e tem sido segundo em várias etapas desta especialidade como na Volta à Bélgica, a Volta à Suíça, o Tour de France, sendo superado só pelo campeão do mundo Tony Martin.
O feito maior da sua grande temporada, foi conseguir o terceiro posto na contrarrelógio individual no mundial de ciclismo de Ponferrada (Espanha).

### 2015
No entanto, foi 2015 no ano de sua explosão definitiva. Ganhou etapas contra o relógio na Volta ao País Basco e na Volta à Suíça na que também foi 3.º no geral final, mas seu rendimento viu-se muito melhorado na montanha.
No Tour de France foi 3.º na contrarrelógio inicial em seu país e dois dias depois teve que abandonar a corrida quando marchava no mesmo posto na geral devido a uma dura queda a caminho de Huy.
Devido a isto correu a Volta a Espanha. Na primeira etapa em linha já foi segundo em Caminito do Rei e na quinta se alçou como líder da classificação geral, já que perderia no dia seguinte em detrimento de Esteban Chaves. No entanto na nona etapa com final em alto, em Cimeira do Sol ganhou a etapa por adiante de Joaquim Rodríguez e Chris Froome e de novo vestiu-se com o maillot vermelho de líder da geral que aguentaria dois dias. Perdeu-o na etapa rainha da Volta em Andorra e nas etapas de alta montanha de Astúrias esteve sempre com os melhores até os últimos quilómetros, o que lhe fez não perder demasiado tempo e chegar à longa contrarrelógio de Burgos com tão só 1:50 de desvantagem sobre Joaquim Rodríguez, pelo que passou a ser considerado como o grande favorito para se levar a rodada espanhola. Aposta-las sobre o holandês não falharam e depois de fazer uma magnífica contrarrelógio se pôs o camisola vermelho e conseguiu a vitória de etapa, no entanto, Fabio Aru se manteve a só 3 segundos na geral. Conseguiu ampliar sua vantagem a 6 segundos na 19. ª etapa em Ávila com final num troço em pavé. Mas na penúltima etapa, seu máximo rival, Aru atacou a falta de 40 km para a meta e com a ajuda da equipa conseguiram deixá-lo atrás pelo que ficou relegado à 6.º posição da geral. Foi galardoado como o ciclista mais combativo da edição, o que lhe valeu para se subir ao pódio final em Madrid depois de sua grande atuação.

### 2016

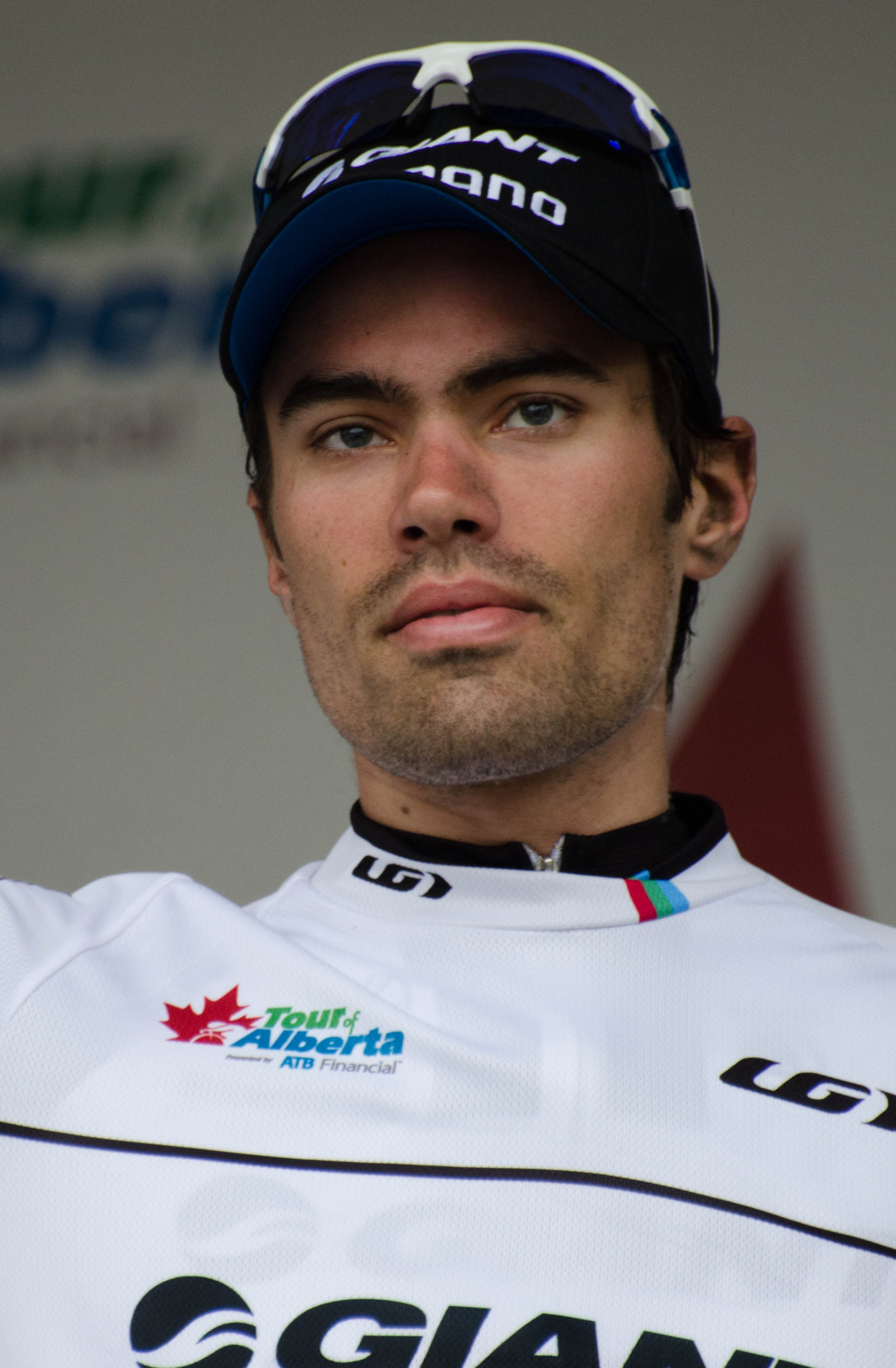
Tom Dumoulin

Participa em seu primeiro Giro d'Italia em onde teve uma brilhante atuação ganhando a contrarrelógio inicial e assim se converter no primeiro líder da corrida italiana, no entanto teve que abandonar na etapa 7 por uma doença.
Após ter tido sua participação no Giro participou nos Campeonatos Holandeses de Ciclismo em onde ganha a Campeonato dos Países Baixos de Ciclismo Contrarrelógio individual por adiante de Wilco Kelderman.
Depois mais tarde participa no Tour de France, em onde ganhou 2 etapas uma de montanha e outro em contrarrelógio individual, desafortunadamente lhe toca abandonar por uma fratura de cotovelo na etapa 18.
Mas a fratura não lhe impediu obter prata na contrarrelógio dos 
Jogos Olímpicos de Rio 2016.

### 2017: Giro de Itália e Campeão do Mundo Contrarrelógio
Dumoulin começou a sua temporada no Tour de Abu Dhabi, onde ficou em terceiro lugar na classificação geral (superado por Rui Costa e Ilnur Zakarin) após realizar uma boa atuação na única etapa montanhosa da corrida com chegada em Jebel Hafeet.
Ganhou o Giro d'Italia por adiante de rivais como Nairo Quintana e Vincenzo Nibali. Foi para ele seu primeiro triunfo numa grande volta por etapas, ganhando duas delas, uma contrarrelógio e outra de alta montanha. Ademais, converteu-se no primeiro holandês em ganhar o Giro.
Quatro meses mais tarde ganha o Campeonato Mundial Contrarrelógio, superando a corredores como Primož Roglič e Chris Froome, em Bergen, Noruega.
 Ademais, meses antes tinha-se proclamado campeão da Holanda nesta mesma especialidade.

### 2018
No ano 2018 seguiu sendo de sucesso para Dumoulin, já que subiu ao pódio nas duas Grandes Voltas em que participou (Giro e Tour). Ficou 2.º em ambas por trás dos corredores do Sky, Chris Froome e Geraint Thomas, respectivamente. Dumoulin teve opções de ter ganhado as 2 provas, já que viu-se-lhe forte, sempre situado com os melhores e conseguiu ganhar uma etapa em ambas provas.
No Campeonato Mundial Contrarrelógio ficaria 2.º por trás de Rohan Dennis, a mais de 1 minuto.

### 2019
2019 foi um mau ano para Dumoulin. Depois de um bom quarto posto na Tirreno-Adriático, Dumoulin viu-se obrigado a retirar-se do Giro d'Italia por uma queda que danificou o joelho, não chegou a tempo ao Tour de France e se desentendeu de La Vuelta enquanto se resolvia seu contrato pelo Jumbo-Visma.

### 2020: Temporada marcada pelo COVID-19
Devido à pandemia por COVID-19, o começo da ano de 2020 atrasou-se até agosto.
Dumoulin disputou o Dauphiné em vista a preparar-se para o Tour de France, ficando 7.º na classificação geral. Ao Tour chegou como colíder junto ao esloveno Primož Roglič, vigente campeão da Volta a Espanha, ainda que finalmente não apresentaria seu melhor nível e ficaria relegado como gregário de luxo de Roglič, e finalizaria 7.º, a mais de 7 minutos do vencedor final, Tadej Pogačar, e depois de assinar uma grande contrarrelógio o penúltimo dia, ainda que sem fazer com a vitória e a mais de 1 minuto do vencedor da etapa, o próprio Pogačar. A seguir, participaria no Campeonato do Mundo, onde poderia ter a oportunidade de se reivindicar como um dos melhores contrarrelógistas, e ser um dos favoritos na prova em estrada. No entanto, assinaria uma contrarrelógio, por abaixo das expectativas, terminado 10.º, a 1 minuto 14 segundos do vencedor, Filippo Ganna. Na prova em rota, protagonizaria um tímido ataque numas das cotas, ainda que finalizaria 14.º, a 53 segundos do vencedor, Julian Alaphilippe, ainda que sem opções de vitória. Após o mundial, apresentar-se-ia nas Ardenas para participar no Tríptico das Ardenas, que ficaria convertida em duo depois da cancelamento da Amstel Gold Race. Na Flecha Valona, abandonaria, depois de passar descolado na primeira passada pelo Muro de Huy, e na Liège-Bastogne-Liège, terminaria em 12.º, ainda que seria uma peça principal na vitória de seu colega Roglič, ao que ajudaria fazendo uma seleção na última cota.

Numas declarações prévias à Volta a Espanha, afirmaria que seu estado de forma durante e após o Tour, ia em aumento e que chegaria à Volta como co-líder do campeão do ano passado, Roglič, disposto a lutar pela vitória. No entanto, já na 1.ª etapa, perderia 51 segundos, terminando 16.º na etapa e na mesma posição na geral provisória, perdendo quase seguramente todas suas opções pessoais de lutar por ganhar a geral e tendo que sacrificar por seu líder, Roglič. Finalmente, abandona La Vuelta na 8.ª etapa, enquanto encontrava-se no posto 53.º da geral no momento de sua retirada.

### 2021: Retirada temporária e prata olímpica
Em janeiro de 2021 anunciou que deixava de competir de maneira temporária. Em maio decidiu voltar à competição, competindo pela primeira vez na temporada na Volta à Suíça.
Depois de participar na Suíça, proclamou-se campeão dos Países Baixos por quarta vez em sua corrida. Após isso, participou nos Jogos Olímpicos de Tokio de 2020, participando nas modalidades de rota e contrarrelógio. Na prova em estrada finalizou em 44.º lugar, chegando o sucesso na prova de contrarrelógio, onde finalizou em segunda posição que lhe outorgava a medalha de prata.

### 2022: Retirada definitiva
Em 3 de junho de 2022 anunciou que esse seria seu último ano como profissional.

## Palmarés
| - 2010 (como amador) - Grande Prêmio de Portugal, mais 1 etapa - 1 etapa do Girobio - 2011 - Triptyque des Monts et Châteaux - 2013 - 3.º no Campeonato dos Países Baixos Contrarrelógio - 2.º no Campeonato dos Países Baixos em Estrada - 2014 - 1 etapa do Critérium Internacional - Campeonato dos Países Baixos Contrarrelógio - 1 etapa do Eneco Tour - 1 etapa do Tour de Alberta - 3.º no Campeonato Mundial Contrarrelógio - 2015 - 1 etapa da Volta ao País Basco - 2 etapas da Volta à Suíça - 2 etapas da Volta a Espanha, mais o prêmio da combatividade - 2016 - 1 etapa do Giro d'Italia - Campeonato dos Países Baixos Contrarrelógio - 2 etapas do Tour de France - 2.º no Campeonato Olímpico Contrarrelógio | - 2017 - Giro d'Italia , mais 2 etapas - Campeonato dos Países Baixos Contrarrelógio - BinckBank Tour - Campeonato Mundial Contrarrelógio - 2018 - 2.º no Giro d'Italia, mais 1 etapa - 2.º no Tour de France, mais 1 etapa - 2.º no Campeonato Mundial Contrarrelógio - 2021 - Campeonato dos Países Baixos Contrarrelógio - 2.º no Campeonato Olímpico Contrarrelógio - 2022 - 2.º no Campeonato dos Países Baixos Contrarrelógio |

## Resultados

### Grandes Voltas
| Corrida | Corrida         | 2011 | 2012 | 2013 | 2014 | 2015 | 2016 | 2017 | 2018 | 2019 | 2020 | 2021 | 2022 |
| ------- | --------------- | ---- | ---- | ---- | ---- | ---- | ---- | ---- | ---- | ---- | ---- | ---- | ---- |
|         | Giro d'Italia   | —    | —    | —    | —    | —    | Ab.  | 1.º  | 2.º  | Ab.  | —    | —    | Ab.  |
|         | Tour de France  | —    | —    | 41.º | 33.º | Ab.  | Ab.  | —    | 2.º  | —    | 7.º  | —    | —    |
|         | Volta a Espanha | —    | Ab.  | —    | —    | 6.º  | —    | —    | —    | —    | Ab.  | —    | —    |

### Voltas menores
| Corrida | Corrida              | 2011 | 2012 | 2013 | 2014  | 2015 | 2016 | 2017 | 2018 | 2019 | 2020 | 2021 | 2022 |
| ------- | -------------------- | ---- | ---- | ---- | ----- | ---- | ---- | ---- | ---- | ---- | ---- | ---- | ---- |
|         | Tour Down Under      | —    | —    | —    | —     | 4.º  | —    | —    | —    | —    | —    | X    | X    |
|         | Paris-Nice           | —    | —    | —    | —     | Ab.  | 12.º | —    | —    | —    | —    | —    | —    |
|         | Tirreno-Adriático    | —    | —    | 34.º | 102.º | —    | —    | 6.º  | Ab.  | 4.º  | —    | —    | —    |
|         | Volta à Catalunha    | —    | —    | —    | —     | —    | Ab.  | —    | —    | —    | X    | —    | Ab.  |
|         | Volta ao País Basco  | —    | —    | —    | 40.º  | 29.º | —    | —    | —    | —    | X    | —    | —    |
|         | Volta à Romandia     | —    | —    | 68.º | —     | —    | 5.º  | —    | —    | —    | X    | —    | —    |
|         | Critério do Dauphiné | —    | —    | —    | —     | —    | —    | —    | —    | Ab.  | 7.º  | —    | —    |
|         | Volta à Suíça        | —    | —    | 58.º | 5.º   | 3.º  | —    | Ab.  | —    | —    | X    | 41.º | —    |
|         | BinckBank Tour       | —    | —    | 2.º  | 3.º   | —    | 9.º  | 1.º  | —    | —    | —    | 9.º  |      |

### Clássicas, Campeonatos e J.O.
| Corrida                      | Corrida                      | 2011 | 2012 | 2013          | 2014          | 2015          | 2016 | 2017          | 2018          | 2019          | 2020          | 2021 | 2022 |
| ---------------------------- | ---------------------------- | ---- | ---- | ------------- | ------------- | ------------- | ---- | ------------- | ------------- | ------------- | ------------- | ---- | ---- |
| Strade Bianche               | Strade Bianche               | —    | 17.º | —             | 12.º          | —             | —    | 5.º           | 21.º          | —             | —             | —    | —    |
|                              | Milão-Sanremo                | —    | —    | 126.º         | 25.º          | —             | —    | 69.º          | 31.º          | 11.º          | —             | —    | —    |
|                              | Volta à Flandres             | —    | Ab.  | —             | —             | —             | —    | —             | —             | —             | —             | —    | —    |
| Amstel Gold Race             | Amstel Gold Race             | —    | 46.º | 62.º          | 20.º          | 26.º          | 91.º | —             | —             | —             | X             | —    | 30.º |
| Flecha Valona                | Flecha Valona                | —    | —    | —             | 21.º          | —             | —    | —             | —             | —             | Ab.           | —    | —    |
|                              | Liège-Bastogne-Liège         | —    | Ab.  | 121.º         | 65.º          | 25.º          | —    | 22.º          | 15.º          | 50.º          | 12.º          | —    | —    |
| Clássica de San Sebastián    | Clássica de San Sebastián    | —    | —    | —             | —             | —             | —    | 4.º           | —             | —             | X             | —    |      |
| Grande Prêmio de Quebec      | Grande Prêmio de Quebec      | —    | —    | —             | 2.º           | —             | —    | 49.º          | —             | —             | X             | X    |      |
| Grande Prêmio de Montreal    | Grande Prêmio de Montreal    | —    | —    | —             | 6.º           | —             | —    | 28.º          | —             | —             | X             | X    |      |
|                              | Giro de Lombardia            | —    | Ab.  | 18.º          | 43.º          | Ab.           | Ab.  | —             | —             | —             | —             | —    |      |
| J.O. (Rota)                  | J.O. (Rota)                  | X    | —    | Não disputado | Não disputado | Não disputado | Ab.  | Não disputado | Não disputado | Não disputado | Não disputado | 44.º | ND   |
| J.O. (CRI)                   | J.O. (CRI)                   | X    | —    | Não disputado | Não disputado | Não disputado | 2.º  | Não disputado | Não disputado | Não disputado | Não disputado | 2.º  | ND   |
| Mundial em Estrada           | Mundial em Estrada           | —    | —    | Ab.           | 22.º          | 11.º          | Ab.  | 25.º          | 4.º           | —             | 14.º          | —    |      |
| Mundial Contrarrelógio       | Mundial Contrarrelógio       | —    | —    | —             | 3.º           | 5.º           | 11.º | 1.º           | 2.º           | —             | —             | 10.º |      |
| Países Baixos em Estrada     | Países Baixos em Estrada     | —    | 7.º  | 2.º           | 36.º          | —             | 52.º | 47.º          | 29.º          | —             | —             | Ab.  | 38.º |
| Países Baixos Contrarrelógio | Países Baixos Contrarrelógio | —    | 7.º  | 3.º           | 1.º           | 4.º           | 1.º  | 1.º           | —             | —             | X             | 1.º  | 2.º  |

—: Não participa 

Ab.: Abandona 

X: Não se disputou

## Equipas
- Rabobank Continental Team (2011)
- Argos/Giant (2012-2019)
  - Team Argos-Shimano (2012-2013)
  - Team Giant-Shimano (2014)
  - Team Giant-Alpecin (2015-2016)
  - Team Sunweb (2017-2019)
- Team Jumbo-Visma[12] (2020-)